# アマミセイシカ
アマミセイシカ（奄美聖紫花、学名：Rhododendron latoucheae var. amamiense）はツツジ科ツツジ属の常緑小高木。

## 特徴
高さは2-5mになる。若い枝は無毛で、若枝や若葉は緑色。葉は互生し枝先に集まってつき、葉柄は長さ7-15mmになる。葉は革質で、葉身は長さ4-8cm、幅1-2cmになり、狭長楕円形で、先はやや長くとがり先端に腺状突起があり、基部はくさび形で葉柄に流れ、両面は無毛で葉脈はあまり目立たない。
花期は3-5月。それぞれの1個の花芽に1個の花をつけ、枝先に1-4個の花をつける。花柄は長さ1.5-2cmになり、花冠は白色または淡桃紫色で、径4-5cmの漏斗状鐘形で5深裂し、花冠の上側内面に淡黄緑色の斑点がある。雄蘂は10本で花糸の基部も無毛。花柱は長さ3.5-4cmになり無毛。果実は蒴果で長さ2.5-4cmの円筒形になり、秋に開裂する。

## 分布と生育環境
奄美大島に分布し、川岸の岩場や林内に生育する。石垣島や西表島に分布するセイシカの変種。独立種とする見解もある。

## ギャラリー
- 若葉は緑色。
- 花冠上側内面の斑点は淡黄緑色。

## シノニム
- Rhododendron ellipticum Maxim. var. amamiense (Ohwi) Masam.
- Rhododendron leiopodum Hayata var. amamiense (Ohwi) Ohwi
- Rhododendron amamiense Ohwi

## 保護状態
鹿児島県の指定希少野生動植物に指定され採集が禁止されている。
絶滅危惧IA類 (CR)（環境省レッドリスト）
2007年8月レッドリスト。